# Flarksjön (Los socken, Hälsingland)
Flarksjön är en sjö i Ljusdals kommun i Hälsingland och ingår i Dalälvens huvudavrinningsområde. Sjön är 5 meter djup, har en yta på 0,171 kvadratkilometer och är belägen 506,8 meter över havet. Sjön avvattnas av vattendraget Sandsjöån (Sundsjöån).

## Delavrinningsområde
Flarksjön ingår i det delavrinningsområde (683797-143802) som SMHI kallar för Utloppet av Flarksjön. Medelhöjden är 572 meter över havet och ytan är 5,14 kvadratkilometer. Räknas de 5 avrinningsområdena uppströms in blir den ackumulerade arean 26,59 kvadratkilometer. Sandsjöån (Sundsjöån) som avvattnar avrinningsområdet har biflödesordning 3, vilket innebär att vattnet flödar genom totalt 3 vattendrag innan det når havet efter 442 kilometer. Avrinningsområdet består mestadels av skog (78 procent) och sankmarker (15 procent). Avrinningsområdet har 0,17 kvadratkilometer vattenytor vilket ger det en sjöprocent på 3,3 procent.